# مزرعة تشارلي (فلم)
مزرعة تشارلي (بالإنجليزية: Charlie's Farm) هو فيلم رعب تم إنتاجه في أستراليا وصدر سنة 2014 بطولة ناثان جونز وكين هودر وتارا ريد وبيل موسيلي.

## القصة
تدور أحداث الفيلم حول أربعة أصدقاء يحاولون تحقيق شيء مختلف، لذلك يتوجهون إلى المناطق النائية بـ«أستراليا» لاكتشاف مزرعة «تشارلي»، المكان الذي قٌتلت فيه عائلة عنيفة على يد الحشود الغاضبة. على الرغم من كل التحذيرات، فقد استأنفوا مغامرتهم المرعبة.

## الميزانية والإيرادات
كلف الفيلم 3 ملايين دولار.

## وصلات خارجية
- مقالات تستعمل روابط فنية بلا صلة مع ويكي بيانات

مزرعة تشارلي على IMDb
مزرعة تشارلي على Rotten Tomatos